# Daniil Chlusevič
Daniil Andreevič Chlusevič (in russo Даниил Андреевич Хлусевич?; Sinferopoli, 26 febbraio 2001) è un calciatore russo, centrocampista dello Spartak Mosca.

## Caratteristiche tecniche
È un esterno di centrocampo.

## Carriera

### Club
Ha esordito in Prem'er-Liga il 4 luglio 2020 disputando con l'Arsenal Tula l'incontro vinto 1-0 contro la Dinamo Mosca.

### Nazionale
Ha giocato nella nazionale russa Under-21.
Nel 2022 ha esordito nella nazionale maggiore russa.